# John Page (politikus, 1787–1865)
John Page (Haverhill, 1787. május 21. – Haverhill, 1865. szeptember 8.) az Amerikai Egyesült Államok szenátora (New Hampshire, 1836–1837).